# Ван Дер Зее, Джеймс
Джеймс Огастес Джозеф Ван Дер Зее (англ. James Augustus Joseph Van Der Zee, *29 июня 1886 г. Ленокс, Массачусетс; † 15 мая 1983 г. Вашингтон) — американский фотохудожник.

## Биография
Был вторым по счёту из шести детей в бедной негритянской семье. Уже в детстве интересовался музыкой, играл на скрипке и пианино. В 14-летнем возрасте, получив в подарок фотокамеру, делает свои первые снимки родного города и семейные портреты. После переезда с отцом и братом в Нью-Йорк зарабатывает на жизнь, обучая игре на музыкальных инструментах. В возрасте 29 лет работает в торговой фирме Gertz в Ньюарке, штат Нью-Джерси, в том числе и как фотограф.

## Творчество
В 1917 году Ван Дер Зее открывает собственное фотоателье и добивается успеха. Он становится одной из важных фигур развивающегося в 1920-е годы культурного движения афро-американцев, известного как «Гарлемский ренессанс». В 1932 году фотомастер переезжает в более просторную фотостудию в Гарлеме (GGG-Studio). Фотографии его выполнялись на фоне экзотических архитектурных сооружений и зачастую в костюмах, относящихся к рубежу веков. С началом экономического кризиса начала 1930-х годов Ван Дер Зее вынужден был перейти на более коммерческие формы фотографии — он делает фото для паспортов и других документов. После окончания Второй мировой войны занимается, кроме прочего, реставрацией редких и старинных фотографий, выполняет спецзаказы.
Искусство Джеймса Ван Дер Зее и его собрание фотографий оставалось малоизвестным для широкой публики вплоть до конца 1960-х годов. В 1969 в Метрополитен-музее в Нью-Йорке проходит выставка Harlem on My Mind, большинство фотографий на которой были работы Джеймса В. Д. Зее. В 1970-е годы он создаёт серию фотопортретов знаменитостей — Мухаммеда Али, Билла Косби, Лу Роулса и других.

## Издания работ
- совместно с Оуэном Додсоном и Камилем Биллопсом: James Van Der Zee, Owen Dodson and Camille Billops: The Harlem Book of the Dead. Morgan & Morgan, Dobbs Ferry, New York City, USA 1998, ISBN 0-871001527.

## Выставки
- 1993: Ретроспективная выставка в Национальной портретной галерее в Вашингтоне (National Portrait Gallery, Washington D.C.).